# Тим Гавайи
Тим Гавайи (англ. Team Hawaii) — футбольный клуб, базировавшийся в Гонолулу и выступавший в Североамериканской футбольной лиге. Домашней ареной клуба был «Алоха Стадиум».
Команда просуществовала лишь один год — 1977. Основной проблемой для «Тим Гавайи» и других команд Североамериканской лиги являлась удалённость Гавайских островов от материка. Для уменьшения количества перелётов команда проводила на материке по 4—5 матчей подряд, а игры приезжих клубов группировались с играми трёх прочих команд с западного побережья США.
Клуб начал сезон 1977 под руководством Хьюберта Фогельзингера, однако в середине года он серьёзно заболел; команду принял Чарли Митчелл и доработал сезон в качестве играющего тренера.
До прибытия на Гавайи команда базировалась в Сан-Антонио и называлась «Сан-Антонио Сандер» (англ. San Antonio Thunder). После переезда из Гавайев команда выступала под франшизой «Талса Рафнекс» (англ. Tulsa Roughnecks).
«Тим Гавайи» — первый и к настоящему времени единственный профессиональный футбольный клуб Гавайев в истории и одна из двух когда-либо базировавшихся на островах спортивных команд (наряду с «Гавайцами», командой по американскому футболу).

## Результаты
| Год  | Лига | В  | П  | О   | Результат                                            | Результат            | Средняя посещаемость |
| Год  | Лига | В  | П  | О   | Регулярный сезон                                     | Плей-офф             | Средняя посещаемость |
| ---- | ---- | -- | -- | --- | ---------------------------------------------------- | -------------------- | -------------------- |
| 1977 | САФЛ | 11 | 15 | 106 | 4-е место, Тихоокеанская конференция, Южный дивизион | На квалифицировалась | 4543                 |